# Велика Ляга
Велика Ля́га (рос. Большая Ляга) — річка в Республіці Комі, Росія, права притока річки Печора. Протікає територією Троїцько-Печорського району.
Річка бере початок із болота Великий Габенюр, протікає на північний захід, південний захід, південь, схід, південний захід, південь та південний захід. Впадає до Печори в районі колишнього присілка Усть-Ляга.
На лівому березі середньої течії знаходиться колишній присілок Юдіно, на правому — колишнє селище Роща-Єль, на лівому березі нижньої течії — колишнє селище Сосновка.
Притоки:
- праві — Габейоль, Розсошний, Ляга-Вож (Лягавож), Верхня Дальйоль (Верхня Далйоль, Верхня Дал'єль), Роща-Йоль (Роща-Єль), Нижня Дальйоль (Нижня Далйоль, Нижня Дал'єль), Гирксайоль (Гуркесайоль, Гиркас-Йоль, Гуркесаєль), Сед-Йоль (Сисйоль, Сис'єль)
- ліві — Гердйоль, Тепінйоль (Стьопин-Йоль, Тепінь-Йоль, Степін-Єль), Мішкин-Йоль (Мішкин-Єль)